# Protorthodes antennata
Protorthodes antennata är en fjärilsart som beskrevs av Barnes och Mcdunnough 1912. Protorthodes antennata ingår i släktet Protorthodes och familjen nattflyn. Inga underarter finns listade i Catalogue of Life.